# Monti degli Ksour
I monti degli Ksour (in arabo جبال القصور‎?) sono una catena montuosa dell'Algeria situata nell'ovest del paese; costituiscono una parte dell'Atlante sahariano.

## Etimologia
Il nome di monti degli Ksour si deve alla presenza di villaggi fortificati (ksour, plurale di ksar), generalmente situati sulla sommità delle colline.

## Geografia
I monti degli Ksour fanno parte dell'Atlante sahariano, del quale costituiscono l'estrema parte occidentale: sono situati tra il Djebel Amour ad est e la pianura del Tamlelt ad ovest; culminano con i 2336 m del djebel Aïssa.
La catena presenta una topografia accidentata fatta da lunghi allineamenti sud-ovest/nord-est. La presenza di sorgenti ha permesso l'esistenza di frutteti e di una popolazione che abita in villaggi sedentari. Le precipitazioni annue non superano i 300 mm annui.
I monti degli Ksour ospitano il parco nazionale di Djebel Aissa.

## Popolazione

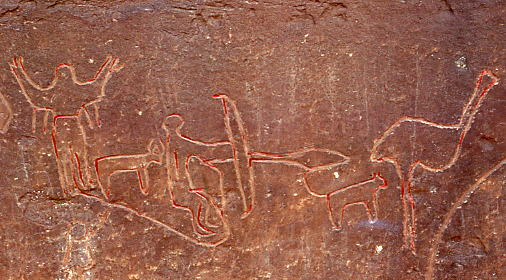
Graffiti del sito di Tiout.

I monti degli Ksour ospitano una quarantina di ksour, villaggi ammassati di colore ocra. Gli ksour sono generalmente situati in posizioni ben protette e nei pressi di sorgenti importanti; i loro giardini si estendono lungo il corso degli uidian. Il nucleo originario consisteva in una fortezza, un fossato tutto intorno allo ksar e un unico ingresso principale.
Quest'area, il cui capoluogo è Aïn Sefra si estende dalla frontiera algero-marocchina fino ai piedi del djebel Amour; tra gli ksour della regione vi sono Sfissifa, Tiout, Moghrar, Asla, Chellala-Dahrania, Chellala-Gueblia, Boussemghoun, Arba-Fougani e Arba-Tahtani.
La catena è nota anche per le sue pitture rupestri, tra i più begli esempi di arti preistorica. I graffiti vennero incisi su pareti di arenaria mediante picchettaggio e lucidatura e risalgono al Paleolitico; gli specialisti distinguono più stili, risalenti ad epoche diverse.
Il sito più importante è quello di Tiout: le sue incisioni furono le prime al mondo ad essere state segnalate come opere preistoriche (nel 1847). Su una vasta parete relativamente liscia si affolla un gran numero di bovini di grosse dimensioni e di leoni; tra queste grandi figure si interpongono soggetti di minori dimensioni. Nei pressi è situato un altro sito: Tiout sud, scoperto più recentemente e famoso per le sue incisioni di equini selvatici. Tra gli altri siti importanti ricordiamo quelli di Moghrar-Tahtani e dello uadi Dermel.